# Biwako Broadcasting
Ne doit pas être confondu avec BBC Japan.
Biwako Broadcasting Co., Ltd. (BBC) (びわ湖放送株式会社, Biwako Hōsō Kabushiki-gaisha, lit. Lac Biwa Broadcasting) est une chaine de télévision commerciale basée dans la Préfecture de Shiga au Japon, également membre de l'Association Japonaise des Chaines Télévisées Indépendantes.

## Sièges
- The head office - 16-1, Tsurunosato, Ōtsu, Préfecture de Shiga
- Hikone office - K1 Building, 1-3-1, Kyomachi, Hikone, Préfecture de Shiga
- Tokyo office - Nippon Animation Bildg., 7-10-11, Ginza, Chūō-ku, Tokyo
- Osaka office - Chiyoda Bildg., 2-5-8, Umeda, Kita-ku, Osaka

## Historique
- 22 mai 1979 - Biwako Broadcasting Co., Ltd. a été fondée.
- 1er avril 1972 - BBC démarre sa commercialisation.
- 1er octobre 2006 - BBC démarre digital TV broadcasting (chaine commerciale).

## Stations
Analog - JOBL-TV
- Otsu (Mt. Usa) - Chaine 30
- Hikone - Chaine 56
- Kōsei - Chaine 53

et plus...
Digital - JOBL-DTV
- Remote controller ID: 3
- Otsu (Mt. Usa) - Chaine 20
- Hikone - Chaine 29
- Kōsei - Chaine 29
- Otsu Ishiyama - Chainel 20
- Otsu Fujio - Chaine 20
- Yōkaichi - Chaine 48
- Kōka Ohara - Chaine 29
- Otsu Yamanaka - Chaine 20
- Shigaraki - Chaine 52
- Takatsuki Takano - Chaine 45